# Carl Friedman
Carl Friedman, pseudoniem van Carolina Klop (Eindhoven, 29 april 1952 – Amsterdam, 27 maart 2020), was een Nederlandse auteur en columniste.

## Leven en werk
Zij debuteerde in 1991 met de novelle Tralievader. Hiervan verschenen vertalingen in het Duits (Vater, eine Erzählung, 1993), Engels (Nightfather, 1994), Italiaans (Come siamo fortunati, 1997), Frans (Mon père couleur de nuit, 2001) en Spaans (Al otro lado de la alambrada, 2001). Tevens werd het boek verfilmd door Danniel Danniel, de film werd in 1997 uitgezonden door de NPS.
In 1993 verscheen de roman Twee koffers vol. Opnieuw volgden vertalingen, in het Duits (Zwei Koffer, 1996), Engels (The shovel and the loom, 1996), Frans (Une histoire perdue, 2003) en Russisch (Dva tsjemodana vospominani, 2004) en een verfilming, ditmaal door Jeroen Krabbé‚ onder de titel Left Luggage (1998). Friedmans derde boek, De grauwe minnaar, verscheen in 1996. Deze bundel bestaat uit drie lange verhalen en werd door de Raad voor Cultuur genomineerd voor de Europese literatuurprijs 1997 (Aristeionprijs) en in 1998 voor de Prix des Ambassadeurs, een prijs toegekend door een aantal in Nederland geplaatste Franstalige ambassadeurs. Een Duitse vertaling verscheen in 1997 (Der graue Liebhaber), een Engelse in 1998 (The Grey Lover) en een Italiaanse in 2001 (L'amante biglio). In 2003 verscheen van haar het verhaal De Afgezant.
Friedman woonde en werkte in Amsterdam. Zij schreef wekelijks een column, aanvankelijk in Trouw (19??-2002) en vanaf 2002 in Vrij Nederland. In 2001 verscheen een bundeling van haar columns uit Trouw onder de titel Dostojevski’s paraplu, in 2004 gevolgd door een tweede bundeling van haar columns, nu ook uit Vrij Nederland, Wie heeft de meeste joden.

### Eerbetoon
Voor haar werk ontving de schrijfster in januari 2004 de E. du Perronprijs 2003 van de gemeente Tilburg en de letterenfaculteit van de Universiteit van Tilburg.

### Overlijden
Carl Friedman overleed in 2020 op 67-jarige leeftijd.

## Vermeende joodse afkomst
In 2005 kwam Carl Friedman in opspraak. Tot die tijd werd door haar boeken Tralievader en Twee koffers vol algemeen verondersteld dat zij van joodse komaf was. Friedman sprak deze veronderstelling nooit tegen. Haar vader Egbert Klop had weliswaar in een Duits concentratiekamp gezeten, maar was niet joods. Toch liet Friedman fragmenten uit Tralievader opnemen in een Amerikaanse bundel met teksten van nazaten van joodse holocaustoverlevenden. Bovendien had zij de achternaam van haar ex-man (van joodse komaf) David Friedman aangehouden. Iets dat vervolgens in 2005, toen haar meisjesnaam en haar katholieke afkomst werden onthuld, tot de  conclusie heeft geleid dat haar werk gebaseerd zou zijn op fantasie.
Zelf heeft Friedman nooit op de aantijgingen gereageerd. Haar uitgever en familie (die Friedmans veronderstelde joodse afkomst eveneens nooit hadden weersproken ) lieten weten dat haar belangrijkste werk Tralievader wel degelijk op feiten is gebaseerd en een sterk autobiografisch karakter heeft. Friedmans vader Egbert Klop pleegde tijdens de Tweede Wereldoorlog verzet in Tilburg. Hij vervalste identiteitsbewijzen voor mannen die zich daardoor aan de Arbeitseinsatz konden onttrekken. Nadat de nazi’s lucht kregen van zijn verzet, werd Klop gearresteerd, eerst naar Kamp Vught gestuurd en later naar concentratiekamp Sachsenhausen, waar hij na de Dodenmars werd bevrijd door het Franse Rode Kruis. Klop werd voor zijn verzetsdaden geridderd in de Willems-Orde. 
Zwaar getraumatiseerd kwam Klop terug uit het kamp. Over zijn PTSS en de impact die dit had op zijn kinderen heeft Friedman geschreven in Tralievader. Het boek, geschreven vanuit het perspectief van een klein meisje, heeft internationaal een grote reikwijdte gehad. In sommige delen van Duitsland is Friedmans boek zelfs verplichte leesstof geworden op middelbare scholen.

## Publicaties
- Tralievader. Amsterdam, Uitgeverij Van Oorschot, 1991. ISBN 978-90-282-0782-0 (vertaald in het Duits, Engels, Frans, Hebreeuws, Italiaans en Spaans)
- Twee koffers vol. Amsterdam, Uitgeverij Van Oorschot, 1993. ISBN 978-90-282-4249-4 (vertaald in het Duits, Engels, Frans, Hongaars en Russisch)
- De grauwe minnaar. Amsterdam, Uitgeverij Van Oorschot, 1996. ISBN 978-90-282-0900-8 (vertaald in het Duits, Engels en Italiaans)
- Dostojevski's paraplu. Amsterdam, Uitgeverij Van Oorschot, 2001. ISBN 978-90-282-0978-7
- De afgezant. Amsterdam, Februari Boekhandels, 2003.
- Wie heeft de meeste joden. Amsterdam, Uitgeverij Van Oorschot, 2004. ISBN 978-90-282-4028-5
- Bijt me toch, bijt me! De mooiste dierenverhalen uit de Russische bibliotheek. Gekozen en ingeleid door Carl Friedman. Amsterdam, Uitgeverij Van Oorschot, 2013. ISBN 978-90-282-5098-7
- Gedichten. Haarlem, De Korenmaat, 2020.
- Brieven aan Jos. Haarlem, De Korenmaat, 2020.
- Verzameld werk. Amsterdam, Uitgeverij van Oorschot, 2021. ISBN 978-90-282-1106-3

- Biblioteca Nacional de España: XX1543450
- Bibliothèque nationale de France: cb13191724s (data)
- Digitale Bibliotheek voor de Nederlandse Letteren: frie004
- Gemeinsame Normdatei: 119304686
- International Standard Name Identifier: 0000 0001 1638 4780
- Library of Congress Control Number: n94034161
- Nationale Bibliotheek van Tsjechië: xx0166003
- Nationale Bibliotheek van Israël: 987007261459205171
- Nederlandse Thesaurus van Auteursnamen: 087797488
- Système universitaire de documentation: 035470941
- Virtual International Authority File: 49425075
- WorldCat: E39PBJfmrT3B4G6BJ3R98wPfbd